# Вулиця Приміська (Тернопіль)
Вулиця Приміська — вулиця в мікрорайоні «Кутківці» міста Тернополя. 

## Відомості
Розпочинається від вулиці Тернопільської, пролягає на південний схід, згодом — на захід до вулиці Тернопільської, де і закінчується. На вулиці розташовані переважно приватні будинки, з південної сторони вулиці знаходиться лісопарк «Кутківці».

## Транспорт
Рух вулицею — двосторонній, дорожнє покриття — асфальт. Громадський транспорт по вулиці не курсує, найближчі зупинки знаходяться на вулиці Тернопільській.